# Austromyrtus kuakuensis
Austromyrtus kuakuensis är en myrtenväxtart som först beskrevs av Baker f., och fick sitt nu gällande namn av Karl Ewald Maximilian Burret. Austromyrtus kuakuensis ingår i släktet Austromyrtus och familjen myrtenväxter.
Artens utbredningsområde är Nya Kaledonien. Inga underarter finns listade i Catalogue of Life.